# 123 Brunhild
A 123 Brunhild a Naprendszer kisbolygóövében található aszteroida. Christian Heinrich Friedrich Peters fedezte fel 1872. július 31-én.